# Gruffydd Evans
David Thomas Gruffydd Evans (9 février 1928 - 22 mars 1992) est un avocat et homme politique britannique.

## Biographie
Il fait ses études à l'école Birkenhead et, en tant que Lord Evans, occupe le poste de lieutenant adjoint de Merseyside.
Il est créé un pair à vie en tant que baron Evans de Claughton, de Claughton dans le comté de Merseyside, le 24 avril 1978 .